# Лиз Фер
Елизабет Кларк Фер (енгл. Elizabeth Clark Phair, познатија као Лиз Фер енгл. Liz Phair; Њу Хејвен, 17. април 1967) америчка је кантауторка, позната по тупим, искреним и експлицитним текстовима о емотивним везама и сексу.
Рођена је у Њу Хејвену, усвојена је по рођењу, а одрасла је у Чикагу. Након што је дипломирала на Обелин колеџу 1990. године, покушала је да започне музичку каријеру у Сан Франциску, али се вратила у свој дом у Чикагу, где је започела самостално објављивање аудио касета под псеудонимом Гирли Саунд. Након тога потписала је уговор са независном дискографском кућом Matador records. Први студијски албум под називом Exile in Guyville објавила је 1993. године и он је добио углавном позитивне критике, часопис Ролинг Стоун га је сврстао међу 500 најбољих албума свих времена. Након тога, Фер је објавила други студијски албум под називом Whip-Smart, 1994. године, а он јој је донео Греми награду у категорији „За најбољу женску рок вокалну изведу”. Трећи албум под називом Whitechocolatespaceegg Фер је објавила 1998. године. Десет година након објављивања првог албума, четврти албум Фер под називом  објављен је за Capitol records, поп рок жанра, а садржи сингл Why Can't I? који је био на тридесет и другом месту музичке листе Билборд хот 100.
Након објављивања петог албума, Somebody's Miracle (2005), Фер је раскинула уговор са издавачком кућом Capitol records и објавила шести студијски албум Funstyle, независно 2010. године. Године 2016. имала је турнеју са америчким алтернативним рок бендом The Smashing Pumpkins. Године 2018. Matador records објавио је ретроспеткивну поставку за дебитански албум Фер, која укључује нове верзије песама и снимке са њених оригиналних демо касета. До 2011. године Фер је продала преко три милиона албума широм света.

## Биографија
Фер је рођена у Њу Хејвену 17. априла 1967. године. По рођењу је названа Ненси, а усвојили су је историчар, музиколог и истраживач заразних болести Џон Фер и његова супруга која је радила као професорка. Лиз има старијег брата који је такође усвојен. За своје усвојитеље, Лиз је тврдила како су увек били одговорни и савршени, те да никада није покушавала да нађе своје биолошке родитеље.
Лиз је детиство провела у Синсинатију, до своје девете године, када се њена породица преселила у чикашко предграђе Винетка. Током похађања средње школе Лиз је учествовала у студентској влади, била члан многих секција и тимова у оквиру школе. Похађала је Оберле колеџ у Оберлеу, Охајо, где је дипломирала 1990. године на историји уметности.
Године 1994. Фер је започела емотивну везу са филмским уредником Џимом Стаскаускасом. Венчали су се 11. марта 1995. године и добили сина Џејмса Николаса Стаскаускаса, 21. децембра 1996. године. Године 2001. пар се развео, након чега је Фер продала своју кућу у чикашком насељу Линколн Парк и преселила се у Лос Анђелес.
Од 2018. године Фер живи у Менхетн Бичу у Калифорнији. У априлу 2018. године часопис Билборд открио је да је Фер потписала уговор за издавање књига са издавачком кућом Random House и да планира да објави мемоар под насловом Horror Stories. Књига је објављена 8. октобра 2019. године.

## Каријера

### 1990—1992: Почетак музичке каријере
Фер је ушла у музичку индустрију након што је упознала гитаристу Криса Брокева, члана бенда Come. Крис је био у емотивној вези са једном Лизином пријатељицом, а један викенд боравио је у њиховом поткровљу. Након што је годину дана живела у Сан Франциску, вратила се у Чикаго у кућу своје породице. Тамо је почела да пише текстове и свира гитару, снимила четири песме у њеној соби. Корисила је псеудоним Гирли Саунд (енгл. Girly Sound) током снимања песама. Постала је део музичке алтернативне сцене у Чикагу и спријатељила се са члановима бенда Material Issue и Urge Overkill који су наступали почетком деведесетих година, као и са Бредом Вудом и Џоном Хендерсоном, првим човеком издавачке куће Feel Good All Over из Чикага. Фер је касније радила на новом аудио запису, али је због свађе са Хендерсоном одустала.

### 1992—2003: Први албуми и критично препознавање
Године 1992. Фер је позвала копредседника Matador records-a и питала да ли би избацио њену плочу. Случајно, истог дана, копредседник Џерарад је прочитао рецензију о Фирли Саунд и тражио од Фер да му пошаље касету. Певачица му је послала касету са шест песама, а Џерард је касније у једном интервјуу истакао да су њене песме биле невероватне и паметне. Истакао је да компанија обично не даје уговоре музичарима за које претходно нису чули или их упознали, али је код Фер направио изузетак. Џерард је понудио Фер буџер од 3000 америчких долара, а она је почела да ради на свом синглу, а одрадила је осамаест песама које су се нашле на њеном албуму Exile in Guyville.
Албум Exile in Guyville продуцирали су Фер и Бред Вуд, а он је објављен 1993. године. Албум је добио позитивне критике и признања због искрених текстова и саме музике, мешавине инди рока и попа, а похваљене су песме експлицитних текстова о сексу, као што је песма Flower и њен текст I want to be your blow job queen/ ... I'll fuck you and your minions too. Супротно томе, њен заштитни знак је вибрато тон гласа, који је многим њеним песама дао благи карактер. Објављивање другог студијског албума Фер привукло је пажњу великог броја медија. Албум Whip-Smart објављен је 20. септембра 1994. године у инди рок жанру. Албум је дебитовао на двадесет и седмом месту, први сингл под називом Supernova нашао се на листи Топ 10 модерних рок синглова, а видео спот за ту песму често је пуштан на ТВ каналу МТВ. Фер се такође нашла на насловној страни часописа Ролинг Стоун са насловом „Звезда је рођена”. Албум је међутим добијао мешовите критике, иако му је додељен златни сертификат од стране Америчког удружења дискографских кућа. Након тога, певачица је у августу 1995. године објавила ЕП Juvenilia, збирку старијих песама, укључујући и песме The Vapors и Turning Japanese.
Године 1994. године Фер је направила неколико телевизијских и радио наступа у намери да промовише албуме Exile in Guyville и Whip-Smart, као и сингл Supernova. У емисији „Добро јутро Америко”, Фер је извела песму Alice Springs. Такође се појавила у МТВ алтернативном рок шоу „120 минута”, где је извела песме Never Said, 6'1, Cinco de Mayo и Supernova у различито време, током 1994. и почетком 1995. године. 
Године 1995. Фер се удала за филмског уредника Џима Стаскаускаса, који је радио на њеним спотовима. Имају сина Џејмса Николаса Стаскаускаса, који је рођен 21. децембра 1996. године. Пар се развео 2001. године. Трећи студијски албум под називом  објављен је 11. августа 1998. године у инди рок жанру, а на њему се налази осамнаест песама. Албум је дуго одлаган и требало је да буде објављен раније, а на њему су се нашле песме које су према речима критичара Фер приказале као зрелију музичарку и на неки начин су промовисале је брак и мајчинство, који су имали велики утицај на њу. Албум је добио велики број позитивних критика, али комерцијално није био успешнији од њених претходних издања. Како би промовисала албум, Фер је често имала наступе током 1999. године.
Остварила је улогу Брин Ален у америчком филму Cherish из 2002. године.

### 2004—2009: Нови албуми и рад на телевизији
Године 2003. Фер је објавила четврти студијски албум под називом Liz Phair за издавачку кућу Capitol recors. У том периоду радила је на многим песмама и гостовала другим музичарима. У почетку стварања албума Liz Phair, Фер је радила текстописцем Мајклон Пеном, који је имао улогу продуцента. Када је албум завршен, Capitol recors прихватио је да изда албум, а након што је исцрпела буџет за снимање, председник издавачке куће Енди Слатер понудио је Фер више новца за снимање, под условом да она пристане да сарађује са продукцијским тимом The Matrix, са којим је урадила четири песме. Албум је добио мешовите критике, а наглашено је да је веома поп-оријентисан. У часопису The New York Times забележено је да је Фер „полудела као тинејџерка и да је сахранила своју каријеру”. Две године касније, 4. октобра 2005. године, објављен је пети студијски албум Фер, под називом Somebody's Miracle. Албум садржи петнаест песама, које су поп рок и алтернативног рок жанра. Албум садржи традиционалнији рок звук, за разлику од њених претходних албума. Добио је мешовите критике, Ејми Филипс са сајта Pitchfork истакла је да је албум Фер ужасан, А MSNBC да је албум мање комерцијалан од претходног, али да тежи ка јаснијем звуку.
Фер је потписала уговор са компанијом ATO Records почетком 2008. године и поново објавила албум Exile in Guyville, 24. јуна 2018. године. Албум је изашао на компакт диск издању, винилу, као и у дигиталном издању. Специјални пакет реиздања албума садржио три до тада никада објављене песме са оригиналних сесија снимања: Ant in Alaska, Say You и неименовани инструментал. Фер је након тога завршила документарни ДВД филм под називом Guyville Redux, а на њему је приказано како се албум стварао на независној музичкој сцени у Чикагу, почетком деведесетих година.
У мају 2009. године Фер је објавила песму Faith and Tenderness која се нашла на компилацијском диску на којем су учествовали и други извођачи. Током 2009. године Фер је радила као композитор на телевизији, радила је тематску песму за Ен-Би-Си емисију „Веберов шоу”, а након тога радила је на емисији канала Си-Би-Ес, а за рад тамо освојила је награду за најбољег ТВ композитора 2009. године.

### 2010—данас: Нови албуми и турнеје
Дана 3. јула 2010. године на званичном веб-сајту Фер објављен је за преузимање албум Funstyle који је објављен независно, након што је певачица раскинула уговор са издавачким кућама Capitol records и ATO. Песма Bollywood била је доступна за стриминг са веб локације током одрађеног времена. Фер је у интервјуу за дневне новине The Wall Street Journal истакла да је раскинула уговоре са издавачким кућама јер након промене у менаџменту наводно нису волели музику коју је стварала, због чега је она затражила раскидање уговора. Након тога, певачица је започела турнеју како би промовисала албум Funstyle, а турнеја је трајала од октобра 2010. до марта 2011. године, последњи концерт турнеје имала је у Аустину, Тексас. Године 2012. написала је и извела песму Dotted Line са А. Р. Рахманом за филм Људи попут нас. Фер је након тога објавила празничну песму Ho Ho Ho. Године 2014. Capitol records објавио је компилацију највећих хитова Фер, под називом Icon.
У пролеће 2016. године Фер је подржала бенд The Smashing Pumpkins на њиховој турнеји под називом Plainsong, наступајући пре њих. Крајем 2015. и почетком 2016. године, Фер је на свом Твитер налогу написала да ће до краја 2016. године објавити два албума. Након тога потврђено је да певачица ради на дуплом албуму, који је продуцирао кантаутор Рајан Адамас, а снимао се у Pax-Ам студију. Године 2018.  објављено је да ће издавачка кућа Matador records објавити дебитански албума Фер, а он је назван Girly Sound to Guyville и садржи обрађене песме са демо касета Фер из 1991. године, а објављен је 4. маја 2016. године. Како би подржала ову иницијатву, Фер је кренула на две турнеје по Северној Америци, које су назване Girly Sound to Guyville Tour and the Amps on the Lawn Tour. Турнеје је наставила и током лета 2019. године. У априлу 2019. године на Инстаграм налогу написала је како ради на новом студијским албуму са Бредом Вудом, који је продуцирао неколико претходних албума Фер. Дана 8. октобра, певачица је објавила песму Soberish и најавила издање истоименог албума на лето 2020. године.

## Дискографија

### Студијски албуми
| Назив                  | Детаљи | Позиција    | Сертификати                            |
| Назив                  | Детаљи | Билборд 200 | Сертификати                            |
| ---------------------- | --- | ----------- | -------------------------------------- |
| Exile in Guyville      | - Датум објављивања: June 22, 1993 - Издавачка кућа: / (реиздање) / (реиздање) - Формат: ЦД / аудио касета / 2xЛП / ЦД/ДВД / дигитално преузимање | 196         | - САД: златни - Продаја у САД: 491,000 |
| Whip-Smart             | - Датум објављивања: 20. септембар 1994. - Издавачка кућа: / / (реиздање) - Формат: ЦД / аудио касета / ЛП / дигитално преузимање                 | 27          | - САД: златни - Продаја у САД: 412,000 |
| Whitechocolatespaceegg | - Датум објављивања: August 11, 1998 - Издавачка кућа: / / U (реиздање) - Формат: ЦД / аудио касета / ЛП / 2xЛП / дигитално преузимање            | 35          | - Продаја у САД: 293,000               |
| Liz Phair              | - Датум објављивања: 24. јун 2003. - Издавачка кућа: - Формат: ЦД / 2xЛП / дигитално преузимање                                                   | 27          | - САД: златни - Продаја у САД: 433,000 |
| Somebody's Miracle     | - Датум објављивања: 4. октобар 2005. - Издавачка кућа: - Формат: ЦД / ЦД/ДВД / дигитално преузимање                                              | 46          | - Продаја у САД: 83,000                |
| Funstyle               | - Датум објављивања: 3. јул 2010. - Издавачка кућа: - Формат: 2xЦД / дигитално преузимање                                                         | -           |                                        |
| Soberish               | - Датум објављивања: Треба да буде објављено - Издавачка кућа: Треба да буде објављено - Формат: Треба да буде објављено                          | -           |                                        |

## Награде и номинације
| Година | Награда                 | Категорија                               | Рад                     | Резултат   |
| ------ | ----------------------- | ---------------------------------------- | ----------------------- | ---------- |
| 1993.  | Награда магазина „Спин” | Албум године                             | Exile in Guyville       | Освојено   |
| 1995.  | Награда Греми           | Најбољи женски рок вокал перформанс      | Supernova               | Номинација |
| 1996.  | Награда Греми           | Најбољи женски рок вокал перформанс      | Don't Have Time         | Номинација |
| 2005.  | БМИ поп награда         | Награда за највише изведених перформанса | Why Can't I?            | Освојено   |
| 2005.  | АСКАП поп награда       | Награда за највише изведених перформанса | Why Can't I?            | Освојено   |
| 2009.  | АСКАП поп награда       | Најбољи ТВ комозитор                     | ТВ серија 90210         | Освојено   |
| 2014.  | АСКАП поп награда       | Најбољи ТВ комозитор                     | Super Fun Night         | Освојено   |
| 2018.  | Награда Робер           | Најбоље реиздање                         | Girly-Sound To Guyville | Номинација |
| 2019.  | A2IM награда            | Најбоље реиздање                         | Girly-Sound To Guyville | Номинација |